# Actinote euclia
Actinote euclia är en fjärilsart som beskrevs av Paul Dognin 1888. Actinote euclia ingår i släktet Actinote och familjen praktfjärilar. Inga underarter finns listade i Catalogue of Life.